# 雷纳斯森萨
雷纳斯森萨是巴西巴拉那州的一个市镇。总面积425.082平方公里，总人口6945人，人口密度16.3人/平方公里。